# Dauendorf
Dauendorf is een gemeente in het Franse departement Bas-Rhin (regio Grand Est). De plaats maakt deel uit van het arrondissement Haguenau-Wissembourg. Dauendorf telde op 1 januari 2022 1.433 inwoners.

## Geografie
De oppervlakte van Dauendorf bedroeg op 1 januari 2022 7,63 vierkante kilometer; de bevolkingsdichtheid was toen 187,8 inwoners per km².

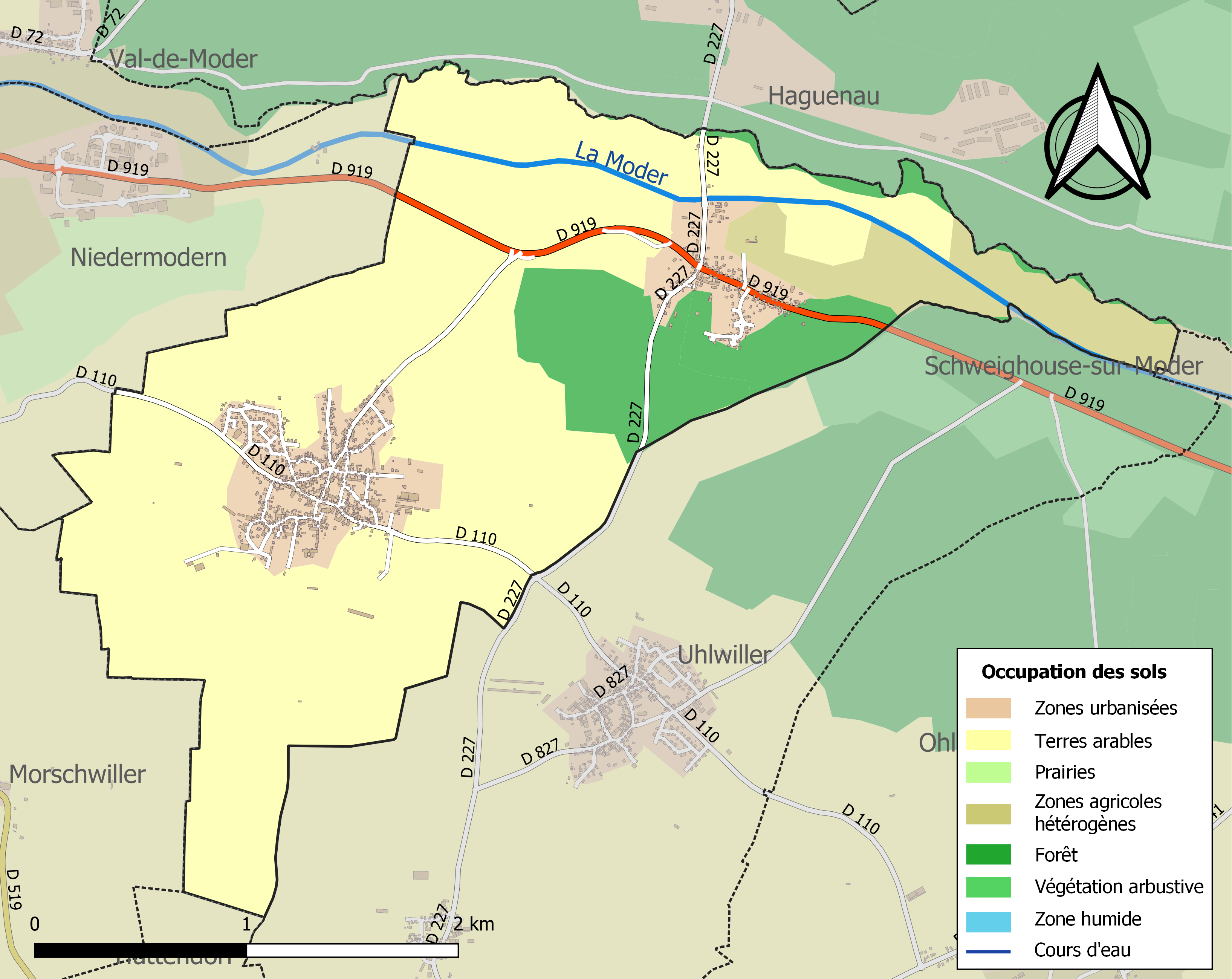
Kaart van de gemeente met de belangrijkste infrastructuur, bodemgebruik en omliggende gemeenten

## Demografie
Onderstaande figuur toont het verloop van het inwonertal (bron: INSEE-tellingen).